# Lilla Edet (comuna)
Lilla Edet (em sueco: Lilla Edet kommun) é uma comuna da Suécia; está situada no condado da Västra Götaland; tem como sede na cidade de Lilla Edet. 
Tem 316 quilômetros quadrados e segundo censo de 2018, havia 14 046 habitantes. Ali passa o rio Gota, ficando sua parte oriental na província histórica da Västergötland e sua parte ocidental na província histórica da Bohuslän. Paralelo ao rio, no lado oriental, passa a estrada europeia E45, ligando a cidade de Lilla Edet a Gotemburgo e a Trollhättan.
Faz parte da Área Metropolitana de Gotemburgo.

## Etimologia e uso
O topônimo Lilla Edet deriva das palavras Lilla (pequena) e Edhet (passagem sobre curso de água). É citada em 1544 como widt Edhet e em 1685 como Lilla Edet.

## Localidades
Abriga as seguintes localidades com suas populações segundo censo de 2018:
- Lilla Edet (3 914)
- Lödöse (1 818)
- Lilla Edet Oeste (1 585)
- Göta (1 092)
- Nygård (485)
- Hjärtum (386)

Comuna de Lilla Edet
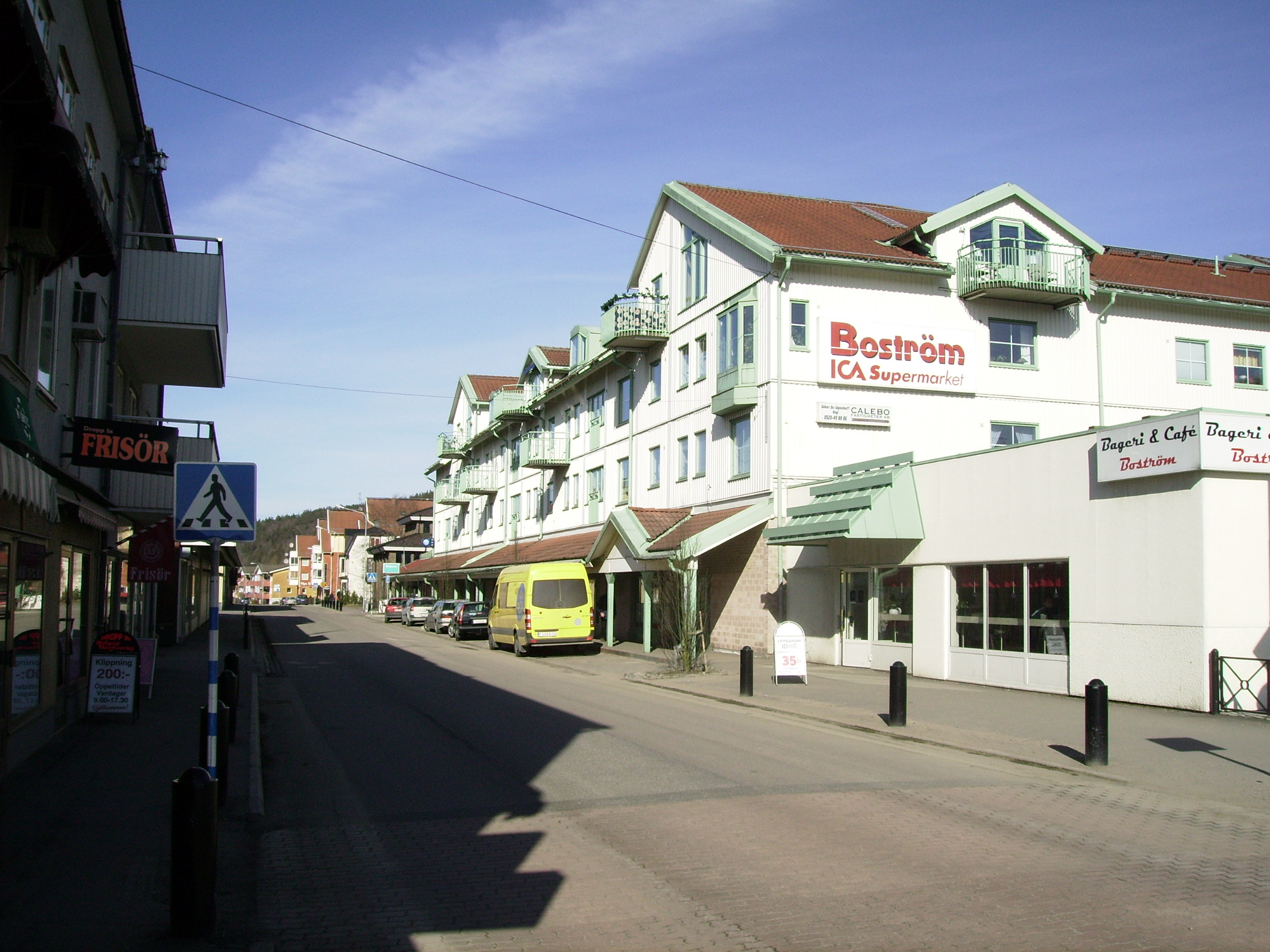
A cidade de Lilla Edet
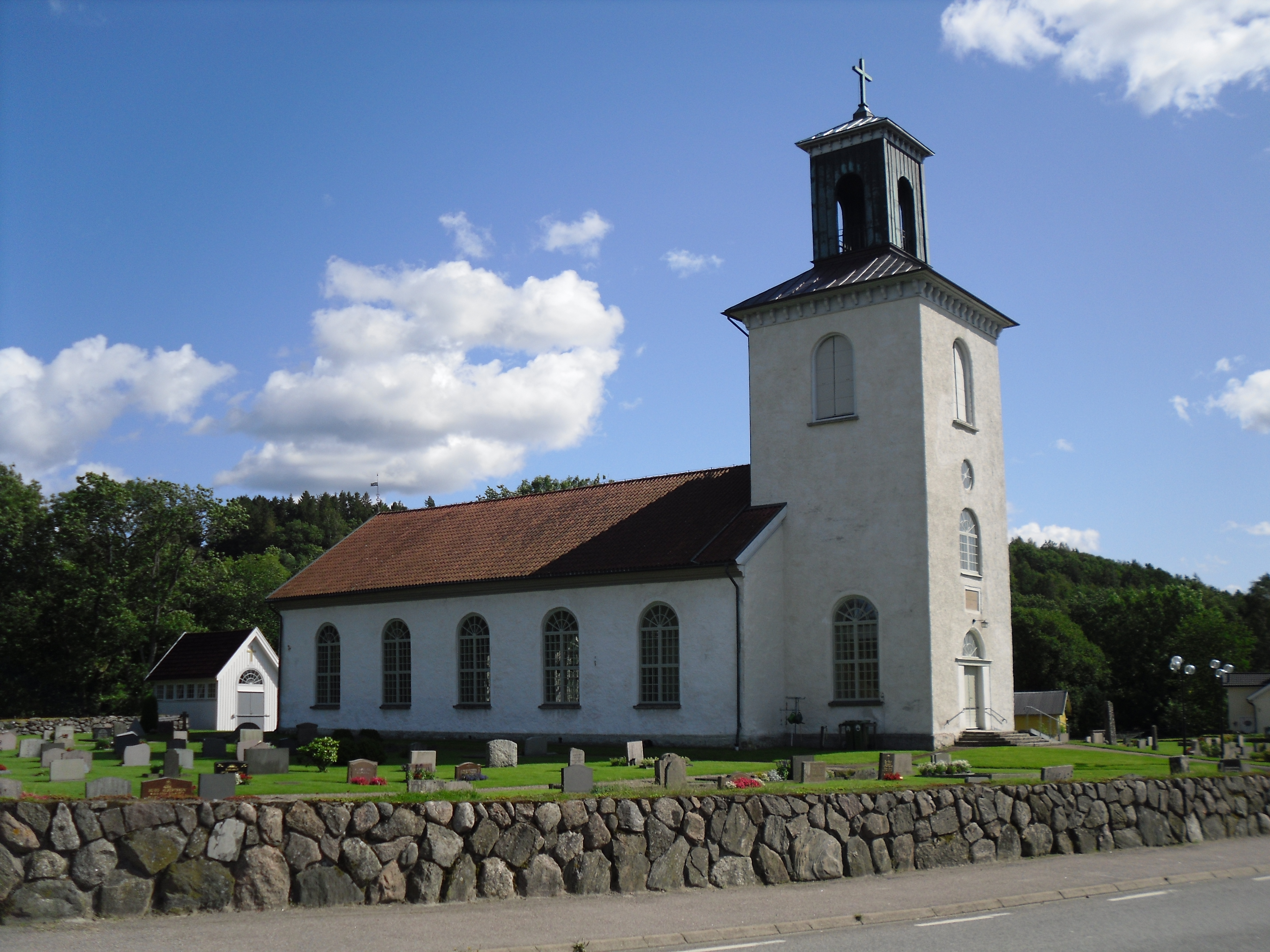
A igreja de São Pedro (Sankt Peders kyrka), em Lödöse